# 3513 Quqinyue
3513 Quqinyue је астероид главног астероидног појаса чија средња удаљеност од Сунца износи 2,630 астрономских јединица (АЈ).
Апсолутна магнитуда астероида је 12,8.